# Municipio de Petit Jean (condado de Perry)
El municipio de Petit Jean (en inglés: Petit Jean Township) es un municipio ubicado en el condado de Perry en el estado estadounidense de Arkansas. En el año 2010 tenía una población de 469 habitantes y una densidad poblacional de 9,5 personas por km².

## Geografía
El municipio de Petit Jean se encuentra ubicado en las coordenadas 35°2′37″N 92°54′29″O / 35.04361, -92.90806. Según la Oficina del Censo de los Estados Unidos, el municipio tiene una superficie total de 49.36 km², de la cual 49,32 km² corresponden a tierra firme y (0,08 %) 0,04 km² es agua.

## Demografía
Según el censo de 2010, había 469 personas residiendo en el municipio de Petit Jean. La densidad de población era de 9,5 hab./km². De los 469 habitantes, el municipio de Petit Jean estaba compuesto por el 96,59 % blancos, el 0,85 % eran afroamericanos, el 0,85 % eran amerindios, el 1,07 % eran de otras razas y el 0,64 % eran de una mezcla de razas. Del total de la población el 2,99 % eran hispanos o latinos de cualquier raza.